# Chiesa di Santa Maria della Sapienza
La chiesa di Santa Maria della Sapienza si erge nel centro storico di Napoli, lungo via Costantinopoli.

## Storia
La chiesa fu costruita grazie ad un progetto di Francesco Grimaldi, nel 1625, ma, i lavori furono portati avanti da Giacomo Di Conforto. Quest'ultimo terminò il suo lavoro nel 1630, lasciando la direzione del cantiere all'ingegnere Onofrio Antonio Gisolfi.
Fu in questo periodo che lavorarono anche numerosi altri architetti, tra cui Cosimo Fanzago e Dionisio Lazzari, che si occuparono della facciata del tempio. Come riportano molte fonti dell'epoca, il progetto vero e proprio dell'esterno è da attribuire al Fanzago, mentre, del Lazzari sono gli abbellimenti in marmo bianco. Tuttavia, circa la progettazione della facciata, ricordiamo che altre fonti fanno invece riferimento a Giovan Giacomo Di Conforto.
Tra il 1634 e il 1636, si inaugurarono i lavori per la costruzione della cupola e del campanile. Giacomo Lazzari contribuì alla realizzazione della cupola, con la creazione di un lanternino, affrescato da Belisario Corenzio.
Il monastero che era annesso alla chiesa fu demolito in parte alla fine del XIX secolo per lasciar posto alla costruzione del Policlinico che si erge alle spalle della struttura; un'altra parte è ancora in piedi e ospita poche monache, che fanno servizio di accoglienza per le studentesse fuori sede.

## Descrizione
L'interno, a navata unica con cappelle laterali, è decorato con marmi policromi di Dionisio Lazzari ed aiuti. Del Lazzari sono anche altre parti della chiesa: si occuperà del pavimento, in marmo bianco e ardesia, molto simile a quello già esistente nella chiesa di San Gregorio Armeno. Sempre di quest'ultimo artista e aiuti è il coro delle monache, composto da quadretti di marmo bianco ed ottangoli di ardesia.
Gli affreschi nella volta e nell'abside sono di Cesare Fracanzano, mentre, sul timpano del fondale settecentesco, vi sono due angeli di Paolo Benaglia. Gli affreschi della cupola, in parte perduti, sono di Belisario Corenzio. I dipinti su tavola e su tela vennero realizzati da vari artisti, come: Massimo Stanzione, Andrea Vaccaro, Micco Spadaro, Hendrick van Somer, Teodoro d'Errico, Giovanni Bernardo Lama, Girolamo Imparato, Giovanni Bernardino Azzolino, Carlo Rosa, Giovanni Ricca, Giovan Vincenzo Forlì, Giuseppe Marullo, Girolamo Cenatiempo, Gian Giacomo Manecchia, Michele Ragolia, Giacinto de Popoli. Tutte queste opere, opportunamente rimosse, sono ora visibili in alcuni musei cittadini o giacciono nei depositi della Sovrintendenza.
La struttura della chiesa contiene, inoltre, un altro tempio: la Cappella della Scala Santa.
Il tempio è stato aperto soltanto in occasione del "Maggio dei monumenti" 2005, risultando, sia artisticamente che architettonicamente, parzialmente deteriorato: questo a causa di infiltrazioni d'acqua e dispersioni.
Nella primavera del 2024, dopo decenni di chiusura, cominciano finalmente i lavori di restauro che la restituiranno alla collettività.